# 咪走堂
是一部1986年上映的的美國喜劇電影，由約翰·休斯編劇、聯合製作和導演。主演包括馬修·波特歷、阿蘭·拉克和米婭·薩拉，本片講述17歲的懶鬼高中生費利·布勒在和朋友逃學後，於芝加哥遊歷，並經常打破第四面牆向觀眾解釋內心想法的故事。
休斯在不到一周的時間內完成了這部電影劇本。並在1985年9月開始拍攝至11月結束。這部電影以許多芝加哥地標為特色，包括當時的威利斯大廈、瑞格利球场和芝加哥藝術博物館，休斯表示這部電影是寫給芝加哥的情書：“我真的想盡可能多地捕捉芝加哥。不僅僅是建築和景觀，而是精神。”
《蹺課天才》於1986年6月11日由派拉蒙影業發行，並成為1986年美國票房第十高的電影，從500萬美元的預算中獲得了7000萬美元的票房收入。這部電影獲得了評論家和觀眾的好評，他們稱讚布羅德里克的表演、幽默和語氣。2014年，這部電影因被認為「具有文化、歷史或美學意義」。被國會圖書館選中保存在國家影片登記表。

## 故事大綱
十七歲的費利（Ferris Bueller）是一個快要畢業的高中生。他十分聰明，全校的同學也很喜歡他。這天他決定裝病，連同女友斯洛恩和朋友卡麥隆(Cameron)一起翹課去享受人生。
他略施小計，用電話向學校方面假裝斯洛恩的祖母過世，讓斯洛恩躲避訓導主任順利翹課。另一方面，費利說服了朋友卡麥隆一起翹課。卡麥隆十分害怕其父親，覺得人生很悲觀，更遑論駕駛其父親的愛車，一架1961年 法拉利 250 GT California敞篷車出外遊玩。但最後費利還是說服卡麥隆，三人駕駛著法拉利往芝加哥出發。
另一方面，訓導主任知道費利是裝病，決定要揭穿他的惡行，因為訓導主任不希望費利的行為受到廣大同學的喜歡和支持，也影響他在學校的地位。事實上連費利的姊姊也不喜歡他那麼受歡迎又可以一直任意妄為。遊玩時費利多次差點被父親和訓導主任抓到他翹課，但最後還是被他躲掉。他和朋友在芝加哥看球賽，在高級餐廳吃午餐，參加遊行，十分開心。
遊玩結束後，為了防止馬倫父親知道他們曾經駕駛法拉利。他們嘗試把車倒著駕駛去影響車上的里程數，但是失敗了，還不小心讓法拉利損壞。之後，馬倫終於決定他要掌握自己的人生，面對自己的父親。解決馬倫的問題後，費利卻遲到了。他飛快地跑回家以免家人知道他翹課。在姊姊的幫助下，他準時回到家。

## 主要演員
- 馬修·波特歷 飾 費利·布勒（Ferris Bueller），高中生
- 米婭·薩拉（英语：Mia Sara） 飾 斯洛恩·皮特森（Sloane Peterson），費利的女朋友
- 阿蘭·拉克 飾 卡麥隆·法禮（Cameron Frye） 費利最好的朋友
- 傑佛瑞·瓊斯 飾 Ed Rooney，高中校長
- 珍妮佛·葛蕾（英语：Jennifer Grey） 飾 珍妮·莎娜·布勒（Jeanie "Shana" Bueller），費利的姊姊
- 辛蒂·碧凱特（英语：Cindy Pickett） 飾 凱蒂·布勒（Katie Bueller），費利的母親
- 萊曼·華德（英语：Lyman Ward） 飾 湯姆·布勒（Tom Bueller）費利的父親
- 伊迪·迈克莱尔 飾 格蕾絲（Grace），學校秘書
- 查理·辛 飾 警察局裡認識費里斯的男孩
- 本·斯泰因 飾 經濟學老師
- 德爾·克蘿茲（英语：Del Close） 飾 英文老師
- 弗吉尼娅·卡珀斯 飾 弗洛倫斯·斯派洛（Florence Sparrow），學校護士
- 理察德·艾德森（英语：Richard Edson） 飾 候車亭人員
- 拉里·詹金斯（英语：Larry Flash Jenkins） 飾 乘務員副駕駛
- 克里斯蒂·斯旺森 飾 經濟學學生
- 馬克斯·佩利希（英语：Max Perlich） 飾 經濟學學生
- 史考特・柯菲（英语：T. Scott Coffey） 飾 經濟學學生
- 安妮·萊恩（英语：Anne Ryan (actress)） 飾 謝默里特（Shermerites）
- 喬納瑟安·史馬克（英语：Jonathan Schmock） 飾 奎斯旅館經理
- 路易・安德森（英语：Louie Anderson） 飾 送花員
- 史蒂芬妮·布雷克（英语：Stephanie Blake） 飾 唱歌護士
- 迪・迪・雷斯徹（英语：Dee Dee Rescher） 飾 巴士司機

## 風格

Ferris在電影中和觀眾提到自己如何嚇到家人，也是打破第四面牆的例子

主角費利在電影中經常打破第四面牆和觀眾直接溝通。或者在畫面上直接顯示他的心聲。
漫威電影宇宙(MCU)的超級英雄電影《蜘蛛人返校日》中，電影有參考這部片，片中彼得在追尋販賣武器的反派時，有一戶正在開趴游泳的家中正在播放這部電影，畫面的費利和彼得都正在跑。
《變種宇宙》的死侍片尾也有致敬片段。

## 評價
- 在Bravo電視台的一百套喜劇選舉中被選為第五十四套。
- 在英國五十套最好的喜劇選舉中被選擇為第二十六套。
- 金球獎擭最佳男主角提名

## 原聲大碟
- "Love Missile F1-11" (Extended Version) by Sigue Sigue Sputnik
- "Jeannie" (theme from I Dream of Jeannie)
- "Beat City" by The Flowerpot Men
- "Star Wars (Main Title)" by John Williams
- "Please Please Please Let Me Get What I Want" (instrumental) by The Dream Academy (a cover of a song by The Smiths)
- "Danke Schoen" by Wayne Newton
- "Twist and Shout" by The Beatles
- "Radio People" by Zapp
- "I'm Afraid" by Blue Room
- "Taking the Day Off" by General Public
- "The Edge of Forever" by The Dream Academy
- "March of the Swivelheads" (a remix of "Rotating Head") by The (English) Beat
- "Oh, Yeah" by Yello
- "BAD" by Big Audio Dynamite

## 外部連結
- 互联网电影数据库（IMDb）上《Ferris Bueller's Day Off》的资料（英文）
- TCM电影资料库上《Ferris Bueller's Day Off》的资料（英文）
- AllMovie上《咪走堂》的资料（英文）
- 美国电影学会目录上的《Ferris Bueller's Day Off》（英文）
- Box Office Mojo上《Ferris Bueller's Day Off》的資料（英文）